# Leptorhyparus gilli
Leptorhyparus gilli är en skalbaggsart som beskrevs av Henry Fuller Howden 2003. Leptorhyparus gilli ingår i släktet Leptorhyparus och familjen Aphodiidae. Inga underarter finns listade i Catalogue of Life.